# إميلي مارتن
إميلي مارتن (بالإنجليزية: Emilie Martin)‏ هي رياضياتية أمريكية، ولدت في 30 ديسمبر 1869 في إليزابيث في الولايات المتحدة، وتوفيت في 8 فبراير 1936 في South Hadley, Massachusetts ‏ في الولايات المتحدة.